# Трахюттен
Трахюттен (нем. Trahütten) — коммуна (нем. Gemeinde) в Австрии, в федеральной земле Штирия. 
Входит в состав округа Дойчландсберг.  Население составляет 428 человек (на 31 декабря 2005 года). Занимает площадь 28,23 км². Официальный код  —  60338.

## Политическая ситуация
Бургомистр коммуны — Йохан Кинцер (АНП) по результатам выборов 2005 года.
Совет представителей коммуны (нем. Gemeinderat) состоит из 9 мест.
- АНП занимает 5 мест.
- СДПА занимает 2 места.
- Партия Trahütten Aktiv занимает 2 места.